# Конституция Калмыцкой АССР (1937)
Конституция Калмыцкой АССР 1937 года — основной закон Калмыцкой Автономной Советской Социалистической республики; утверждёна постановлением II Чрезвычайного Съезда Советов Калмыцкой АССР 23 июня 1937 г..

## История принятия
5 декабря 1936 года на Чрезвычайном VIII съезде Советов Союза была утверждена Конституция СССР 1936 года. В июне-июле 1936 года во всех союзных и автономных республиках были созданы конституционные комиссии, подготовившие проекты республиканских конституций, соответствующих новой конституции СССР.
Конституция Калмыцкой АССР 1937 года является первой Конституцией Калмыцкой АССР.
Конституция КАССР разрабатывалась на основе Конституции СССР 1936 года и Конституции РСФСР 1937 года.
Председателем Конституционной комиссии ЦИК КАССР созданной в 17 июля 1936, был избран первый секретарь Калмыцкого обкома ВКП(б) Карпов Н. Н. Комиссия состояла из десяти человек.
20 октября 1936 года в Элисте Калмыцкий обком ВКП(б) и ЦИК КАССР рассмотрел и одобрил проект, так же было принято решение отправить проект в ЦИК СССР для рассмотрения. ВЦИК Союза ССР одобрили проект конституции.
Конституция КАССР 1937 года действовала до 1978 года.

## Структура Конституции Калмыцкой АССР 1937 года
Конституция КАССР 1937 года состояла из 11 глав и 114 статей. В ней впервые были сформулированы основы общественного и государственного строя, права и обязанности граждан, принципы избирательной системы.

## Основные положения Конституции Калмыцкой АССР 1937 года
Глава I. Общественное устройство (12 статей). В главе провозглашалось, что Калмыцкая Автономная Советская Социалистическая Республика — социалистическое государство рабочих и крестьян, политическую основу которого составляют Советы депутатов трудящихся.
Глава II. Государственное устройство (6 статей). Во главе определялось место КАССР в составе РСФСР и устанавливались пределы её компетенции. В статье 15 говорилось, что территория республики не может быть изменена без её согласия, а в статье 16, что законы СССР и РСФСР обязательны на её территории, а в случае расхождения закона Калмыкии с законами Союза и России действуют последние. Калмыцкая Автономная Советская Социалистическая Республика состоит из улусов: Долбанского, Западного, Лаганского, Приволжского, Сарпинского, Центрального, Черноземельского и города Элисты, непосредственно подчиненного высшим органам государственной власти Калмыцкой.
Глава III. Высшие органы государственной власти Калмыцкой АССР (19 статей). Глава Конституции определила систему и правовой статус высших органов государственной власти и управления. Конституция КАССР провозгласила высшим органом государственной власти республики Верховный Совет КАССР, который в отличие от союзного, был однопалатным, но порядок его работы тоже был сессионный. Между сессиями работал Президиум Верховного Совета.
Верховный Совет Калмыцкой АССР избирался на 4 года по норме 1 депутат от 15 тыс. жителей. Местные органы государственной власти, городские, районные, поселковые и сельские Советы депутатов трудящихся избирались на 2 года. Верховный Совет Калмыцкой АССР избирал сроком на 5 лет Верховный суд Калмыцкой АССР в составе 2 судейских коллегий (по уголовным и по гражданским делам) и Президиума Верховного суда. Прокурор Калмыцкой АССР назначался Генеральным прокурором СССР на 5 лет.
Глава IV. Органы государственного управления Калмыцкой АССР (11 статей). Высшим исполнительным и распорядительным органом государственной власти республики становился Совет Народных Комиссаров КАССР, подотчетный Верховному Совету и его Президиуму. В отличие от структуры Конституции СССР, но в соответствии с российской Конституцией в Основной закон КАССР была включена специальная шестая глава, посвященная бюджету республики. В ней подчеркивалось, что бюджет составляется Совнаркомом КАССР, утверждается её Верховным Советом и публикуется для всеобщего сведения.
Глава V. Местные органы государственной власти (20 статей). В главе описаны формы и методы деятельности местных органов государственной власти республики. Советы депутатов трудящихся на местах должны руководить культурно-политическим и хозяйственным строительством района, города или села, обеспечивают охрану государственного порядка, соблюдение и охрану прав граждан, устанавливают местный бюджет и др. Советы депутатов трудящихся республики могли принимать решения и давать распоряжения в пределах прав, предоставленных им законами СССР, РСФСР и Калмыцкой АССР (ст. 52). В отличие от съездов Советов, работавших периодически и кратковременно, все местные Советы депутатов трудящихся Калмыцкой АССР работали в течение двух лет (срок избрания).
Глава VI. Бюджет Калмыцкой АССР (4 статьи). Бюджет республики составлялся Совнаркомом Калмыцкой АССР и утверждался Верховным Советом КАССР. Источники формирования бюджета были доходы от местного хозяйства, отчисления от поступающих с их территории государственных доходов, а также поступления от местных налогов и сборов в размерах, установленных законодательством СССР и РСФСР.
Глава VII. Суд и прокуратура (12 статей). Глава в основном соответствовала союзной и российской Конституциям. Особенностью было определение ведения судопроизводства на русском и калмыцком языках с обеспечением для тех, кто не владеет этими языками, ознакомления с материалами дела через переводчика, а также права выступать на суде на родном языке.
Глава VIII. Основные права и обязанности граждан (16 статей). Глава повторяла положения статей союзной и российской Конституций о правах и обязанностях граждан.
Глава IX. Избирательная система (10 статей). В главе изменились положения об избирательной системе: так как в стране не стало эксплуататорских классов и социализм в основном был построен, то были сняты ограничения на голосование и выборы стали всеобщими, равными, при тайном голосовании.
Глава X. Герб, флаг, столица (3 статьи). В главе определялись атрибуты КАССР:
- Государственным гербом республики был герб РСФСР с той особенностью, что надписи «РСФСР» и «Пролетарии всех стран, соединяйтесь!» были сделаны на русском и калмыцком языках, а под надписью «РСФСР» помещалась надпись на русском и калмыцком языках «Калмыцкая АССР».
- Государственным флагом объявлялся государственный флаг РСФСР, состоящий из красного полотнища, в левом углу которого, у древка наверху, помещены золотые буквы «РСФСР» на русском и калмыцком языках, с добавлением под надписью «РСФСР» буквами меньшего размера надписи «Калмыцкая АССР» на русском и калмыцком языках.

Столицей КАССР является город Элиста.
Глава XI. Порядок изменения Конституции (1 статья). В главе говорилось, что изменения в Конституции могли производиться лишь по решению Верховного Совета Калмыцкой АССР, принятому не менее 2/3 голосов. Решение должно было утверждаться Верховным Советом РСФСР.